# Loredana Simioli
Loredana Simioli (Nápoly, 1978. február 27. – Nápoly, 2019. június 26.) olasz színésznő, komikus, műsorvezető.

## Filmjei
- Crociera (1998, tv-sorozat)
- L'amore buio (2010)
- Gorbaciof (2010)
- A zene szenvedélye (Passione) (2010)
- Reality (2012)
- Ciao mamma (2014, rövidfilm)
- Perez. (2014)
- Colla (2016, rövidfilm)
- Troppo napoletano (2016)
- Superménn (2016, rövidfilm)
- Nato a Casal di Principe (2017)
- Warriors of Sanità (2018, rövidfilm)
- Nessuno è innocente (2018, rövidfilm)